# Hyperbolische Isometrie
In  der Mathematik sind hyperbolische Isometrien in der hyperbolischen Geometrie und allgemeiner in der Theorie der CAT(0)-Räume von Bedeutung.

## Definition
Es sei {\displaystyle X} ein vollständiger CAT(0)-Raum, zum Beispiel ein hyperbolischer Raum. Eine Isometrie
{\displaystyle f\colon X\to X}
ist eine hyperbolische Isometrie, wenn sie keinen Fixpunkt hat, es aber eine unter {\displaystyle f} invariante Geodäte gibt.
Insbesondere hat eine hyperbolische Isometrie zwei Fixpunkte im Unendlichen.

## Beispiel
Sei {\displaystyle X={\mathbf {H} }^{2}=\left\{z\in \mathbb {C} \colon \operatorname {Im} (z)>0\right\}} das Halbebenenmodell der hyperbolischen Ebene und {\displaystyle f\colon X\to X} eine durch
{\displaystyle f(z)=\lambda z}
mit {\displaystyle \lambda >1} gegebene Abbildung. Man kann überprüfen, dass {\displaystyle f} eine Isometrie ist und die Geodäte durch {\displaystyle 0} und {\displaystyle \infty } invariant lässt. Es ist also eine hyperbolische Isometrie.
Allgemeiner können Isometrien der hyperbolischen Ebene durch Matrizen {\displaystyle A\in SL(2,\mathbb {R} )} und Isometrien des 3-dimensionalen hyperbolischen Raumes durch Matrizen {\displaystyle A\in SL(2,\mathbb {C} )} beschrieben werden. Im Fall der hyperbolischen Ebene ist die durch eine Matrix {\displaystyle A\in SL(2,\mathbb {R} )} beschriebene Isometrie genau dann hyperbolisch, wenn für die Spur von {\displaystyle A} die Ungleichung
{\displaystyle \mid \operatorname {Sp} (A)\mid >2}
gilt. Im Fall {\displaystyle A\in SL(2,\mathbb {C} )} ist diese Bedingung hinreichend, aber nicht notwendig für eine hyperbolische Isometrie. Das obige Beispiel entspricht der Matrix {\displaystyle \left({\begin{matrix}{\sqrt {\lambda }}&0\\0&{\frac {1}{\sqrt {\lambda }}}\end{matrix}}\right)}.

## Äquivalente Charakterisierung
Für eine Isometrie {\displaystyle f\colon X\to X} sei {\displaystyle d_{f}\colon X\to \mathbb {R} _{\geq 0}} definiert durch 
{\displaystyle d_{f}(x)=d(f(x),x)}.
Die Isometrie ist genau dann hyperbolisch, wenn es ein {\displaystyle x_{0}\in X} mit
{\displaystyle d_{f}(x_{0})=\inf \left\{d_{f}(x)\colon x\in X\right\}}
gibt und dieses Infimum positiv ist.
Die Menge 
{\displaystyle \operatorname {Min} (f)=\left\{z\in X\colon d_{f}(z)=\inf \left\{d_{f}(x)\colon x\in X\right\}\right\}\subset X}
ist dann eine Vereinigung von invarianten Geodäten.

## Loxodromische Isometrien
Falls {\displaystyle X={\mathbb {H} }^{n}} der hyperbolische Raum mit {\displaystyle n\geq 3} ist, dann werden die oben definierten hyperbolischen Isometrien auch als loxodromische Isometrien bezeichnet. Als hyperbolische Isometrien bezeichnet man dann nur diejenigen loxodromischen Isometrien, die als Transvektionen entlang einer invarianten Geodäten wirken, also keine Drehung um diese Geodäte bewirken.